# Chamotte
Chamotte er små korn af brændt ler. Anvendes til fremstilling af skulptur; keramisk kunst; ildfaste teglsten; sten til ildsteder; brændeovne m.m.
Ren chamotte er en keramisk råvare, der har en høj procentdel af silicium og aluminiumoxid. Det fremstilles ved keramisk brænding af ler ved høj temperatur før formaling og sortering i forskellige partikelstørrelser. Partikelstørrelsen er generelt grovere i størrelsen end andre lerforberedende råvarer. Chamotte har tendens til at blive porøst og har en lav massefylde. Det fås som pulver, mørtel, eller i form af ildfaste sten.
Chamotte anvendes i keramik og skulptur for at tilføje emnet en grynet, rustik tekstur, men kan også tjene til at formindske lerets reduktion i tørrings- og brændingsprocessen, og på den måde mindske risici for revner og sprækker i det færdige brændingsprodukt. De grove porøse partikler giver leret mulighed for at vanddamp og andre gasser kan undslippe. Det tilføjer tillige strukturel styrke til modellering eller drejning af keramisk ler, selv om det kan mindske styrken i det brændte.